# Artur Sygulski
Artur Sygulski (ur. 22 lipca 1960 w Praszce) – polski szachista, mistrz międzynarodowy od 1984 roku.

## Kariera szachowa
W latach osiemdziesiątych należał do czołówki polskich szachistów. Już w swoim pierwszym starcie w finale mistrzostw Polski seniorów w roku 1982 sprawił niespodziankę, dzieląc w Zielonej Górze I-II miejsce. W dogrywce o tytuł mistrza Polski uległ jednak Janowi Adamskiemu w stosunku 1½–2½ i ostatecznie zdobył medal srebrny. W latach 1983–1987 wystąpił jeszcze 4 razy w finałach mistrzostw kraju, najbliżej medalu będąc w roku 1985, kiedy to zajął IV miejsce.
Duży sukces odniósł w roku 1984 w Nałęczowie, zajmując III miejsce za Wiktorem Gawrikowem i Andriejem Sokołowem. W tym samym roku otrzymał tytuł mistrza międzynarodowego. W roku 1985 reprezentował Polskę drużynowym turnieju krajów nordyckich w Pohja w Finlandii. Od roku 1988 nie bierze praktycznie udziału w szachowych turniejach, okazjonalnie występując w drużynowych zawodach w Niemczech i w Polsce.
W latach 1982–1986 trzykrotnie reprezentował Polskę na olimpiadach szachowych. Łącznie zdobył 16½ pkt w 25 partiach.
Najwyższy ranking w karierze osiągnął 1 stycznia 1985 r., z wynikiem 2445 punktów zajmował wówczas 4. miejsce (za Włodzimierzem Schmidtem, Janem Adamskim i Aleksandrem Sznapikiem) wśród polskich szachistów.

## Życie prywatne
Jego brat, Bogusław, również był znanym szachistą oraz posiadał tytuł mistrza międzynarodowego.